# Amalia Batista
Amalia Batista es una telenovela mexicana dirigida por Raúl Araiza y Enrique Lizalde y producida por Valentín Pimstein para la cadena de televisión Televisa. 
Se estrenó por El Canal de las Estrellas el 12 de septiembre de 1983 en reemplazo de Bianca Vidal y finalizó el 21 de septiembre de 1984, siendo reemplazado por Principessa.
Fue protagonizada por Susana Dosamantes, Rogelio Guerra y Roberto Ballesteros, con las participaciones antagónicas de Alicia Encinas, María Teresa Rivas, Inés Morales,  José Elías Moreno y la presentación estelar de Leticia Calderón.

## Sinopsis
Amalia Batista es una mujer que ha pasado gran parte de su vida en prisión por asesinar en defensa propia a su propio marido, un hombre que la acosaba constantemente. Por suerte para ella, gracias al abogado José Roberto Covarrubias, Amalia por fin sale en libertad con la intención de recuperar a sus dos hijas, Leticia y Reina. Las niñas han estado al cuidado de sus abuelos paternos, Doña Ana Mercedes y Don Daniel, quienes odian a Amalia y no piensan permitir que su nuera recupere a sus hijas. 
Mientras tanto, Amalia se instala en una humilde casa de una zona pobre y empieza a buscar un trabajo. Por casualidad, Amalia termina contratada como sirvienta en la casa del abogado que la liberó, José Roberto Covarrubias. José Roberto está casado con Margarita, una bella mujer que padece una grave enfermedad terminal y que desea que su esposo no quede solo cuando ella muera, por lo que se propone buscarle una esposa sustituta, y elige a Amalia como tal, convencida de que es la mujer indicada. 
Para no perder su trabajo, Amalia le oculta a Margarita su condición de ex-presidiaria y además se cambia el nombre por Lorenza. Pronto Amalia se descubre enamorada de José Roberto y este a su vez también se da cuenta de lo mismo. Asustada de sus sentimientos, Amalia trata de huir de la casa, pero el empeño de Margarita en convertirla en "la esposa perfecta" la hace desistir.
Sin embargo, la tranquilidad dura poco, ya que Doña Esperanza, la tía de Margarita, descubre que Lorenza es en realidad la "asesina" Amalia Batista y de inmediato la rechaza y le recrimina a José Roberto haber contratado a una criminal. Para colmo de males, poco después llega Irma, una prima de José Roberto, calculadora y malintencionada, que sólo desea casarse con él cuando este quede viudo. Esperanza informa a Irma de todo y ésta empieza a hostigar a Amalia constantemente.
Al mismo tiempo, Amalia lucha por acercarse a sus hijas, pero Doña Ana Mercedes y Don Daniel se lo impiden. Leticia, la menor de sus hijas, es una jovencita bondadosa y estudiosa. En cambio, la mayor, Reina, es rebelde y caprichosa y llega a casarse sin amor con un joven que la adora para después despreciarlo. Amalia sufre por lo descarriada que está su hija mayor y por no poder ayudarla.
Cuando Margarita muere, Amalia es echada de la casa Covarrubias. Respaldada por Doña Esperanza, Irma pretende casarse con José Roberto, pero este la repudia y la expulsa de su casa. Posteriormente, José Roberto le pide matrimonio a Amalia, quien en un principio se niega porque se siente culpable por la muerte de Margarita, pero finalmente acepta ya que lo ama profundamente. Y para su gran alegría, los abuelos hacen las paces con ella al darse cuenta del calvario que sufrió Amalia con su hijo y le devuelven a sus hijas, quienes también perdonan a su madre.
Todo parece indicar que nada puede arruinar la dicha de Amalia, pero la desgracia vuelve a su vida cuando José Roberto conoce a Viviana, una viuda frívola y ambiciosa que mató a su esposo para cobrar su herencia. José Roberto, ciego ante la perversidad de la mujer, inicia una relación adúltera con ella y esto provoca que su matrimonio con Amalia se empiece a resquebrajar. Destrozada, Amalia encuentra consuelo en Esteban, el bondadoso primo de José Roberto, que además es ciego. Finalmente, se descubren los crímenes de Viviana, que es encarcelada, pero el daño ya está hecho: el matrimonio de Amalia y José Roberto ya está destruido. 
Después de dejar a sus hijas bien encaminadas, Amalia parte en busca de una nueva vida hacia la selva centroamericana para trabajar como enfermera voluntaria, dejando también a José Roberto sumido en una profunda tristeza y arrepentimiento al ver partir a la mujer que ama y que no supo valorar como se merecía. 
En la selva, Amalia conoce al joven indio Macario, y ambos se enamoran perdidamente. Después de superar las adversidades restantes, Amalia y Macario finalmente se casan según el rito indio y son felices para siempre.

## Elenco
- Susana Dosamantes - Amalia Batista / Lorenza
- Rogelio Guerra - Lic. José Roberto Covarrubias
- Roberto Ballesteros - Macario
- Nuria Bages - Margarita de Covarrubias
- Leticia Calderón - Leticia
- Leticia Perdigón - Reina
- Alicia Rodríguez - Ana Mercedes
- Armando Calvo - Don Daniel
- Gregorio Casal - Augusto
- Dolores Camarillo - Pachita
- María Teresa Rivas - Doña Esperanza
- Inés Morales - Irma Covarrubias
- Luis Uribe - Esteban Covarrubias
- Ada Carrasco - Petra
- Aurora Clavel - Adela
- José Elías Moreno - Jorge Cardoso
- Alicia Encinas - Viviana Durán
- Connie de la Mora - Diana
- Maribella García - Marcela
- Magda Karina - Iris
- Rubén Rojo - Manuel
- Mario Sauret - Jaimito
- Beatriz Ornella - Sor María
- Nubia Palacio - Eugenia
- Julieta Montiel - Serafina
- Alberto Gavira - Juancho
- Patricia Myers - Rosa María
- Marta Resnikoff - Úrsula
- Jorge del Campo - Marcos
- Virginia Gutiérrez - Clementina
- Mónica Miguel - Matilde
- Maritza Olivares - Jazmín
- Antonio Brillas - Dr. Brambila
- Fernando Ciangherotti - Novio de Leticia
- Oscar Sánchez
- Carmen Belén Richardson
- Jacarandá Alfaro

## Equipo de producción
- Original de: Inés Rodena
- Libreto: Carlos Romero
- Versión para televisión: María Antonieta Saavedra
- Adaptación: Valeria Phillips
- Coadaptación: Lucía Carmen
- Tema original: Amalia Batista
- Escenografía: Carmen Ravelo
- Ambientación: Ana Elena Navarro
- Jefe de producción: Angelli Nesma Medina
- Coordinador de producción: Eugenio Cobo
- Dirección de cámaras: Manuel Ruiz Esparza
- Directores de escena: Rafael Banquells, Enrique Lizalde
- Productor: Valentín Pimstein

## Premios y nominaciones

### Premios TVyNovelas 1985
| Categoría                 | Nominado(a)       | Resultado |
| ------------------------- | ----------------- | --------- |
| Mejor telenovela          | Valentín Pimstein | Nominado  |
| Mejor villano             | José Elías Moreno | Nominado  |
| Mejor revelación femenina | Leticia Calderón  | Nominada  |
| Mejor actriz debutante    | Leticia Calderón  | Ganadora  |

## Versiones
- Amalia Batista es un remake de la telenovela venezolana Iliana producida para RCTV en 1977 y protagonizada por Lila Morillo, Jean Carlos Simancas y Grecia Colmenares.
- En 1994 Televisa realizó un remake de esta historia, Prisionera de amor producida por Pedro Damián y protagonizada por Maribel Guardia  y Saúl Lisazo.